# NGC 5493
NGC 5493 ist eine Linsenförmige Galaxie vom Typ S0 und liegt im Sternbild Jungfrau. Sie ist rund 117 Millionen Lichtjahre von der Milchstraße entfernt.
Das Objekt  wurde am 22. Februar 1787 von William Herschel entdeckt.